# Trichopteryx ignorata
Trichopteryx ignorata là một loài bướm đêm trong họ Geometridae.